# East Delhi
East Delhi war von 2012 bis 2022 eine der fünf kommunalen Verwaltungseinheiten der indischen Megastadt Delhi (National Capital Territory of Delhi, kurz NCT). Sie umfasste mit rund 106 km² etwas weniger als 10 % des NCT, ihre Einwohnerzahl wurde auf über 4 Millionen geschätzt. Die Verwaltungsbehörde hieß East Delhi Municipal Corporation.

## Geographie

East Delhi innerhalb des NCT

East Delhi nahm die Flächen des eine einzige große Agglomeration bildenden NCT auf der orographisch linken, östlichen Seite des Yamuna ein. Da sich der Großteil Delhis auf der rechten Flussseite befindet, wird East Delhi auch Trans-Yamuna genannt. Es erstreckte sich dabei nicht nur über den gleichnamigen Distrikt East Delhi, sondern auch über North East Delhi und Shahdara.
Östlich jenseits der Grenze zum Bundesstaat Uttar Pradesh geht die Agglomeration nahtlos in die Satellitenstädte Noida und Ghaziabad über.

## Geschichte und Verwaltung
East Delhi wurde im Jahr 2012 gegründet, als die damalige Municipal Corporation of Delhi, die das gesamte Hauptstadtterritorium mit der Ausnahme der relativ kleinen Gebiete von New Delhi und Delhi Cantonment verwaltet hatte, in drei neue kommunale Verwaltungseinheiten aufgesplittet wurde: East Delhi, North Delhi und South Delhi.
East Delhi hatte einen Bürgermeister, der vom Stadtrat (council) gewählt wurde. Die direkt gewählten 64 Mitglieder des Stadtrats vertraten jeweils ein Stadtviertel (ward).
2022 wurde East Delhi wieder mit North Delhi und South Delhi zur neuen Municipal Corporation of Delhi fusioniert.

## Stadtbild
Das ehemalige Gemeindegebiet von East Delhi besteht aus relativ jungen Stadtteilen, die historischen Stadtgründungen Delhis befinden sich allesamt auf der gegenüberliegenden Flussseite. Die einzige überregional bekannte Landmarke ist der Akshardham-Tempel (Hindi दिल्ली अक्षरधाम), der nach seiner Fertigstellung 2005 als größter hinduistischer Tempelkomplex der Welt galt.